# Horace Vernet
Emile Jean Horace Vernet (30 de junio de 1789 - 17 de enero de 1863) fue un pintor francés de batallas, deportista, y orientalista francés.

## Biografía

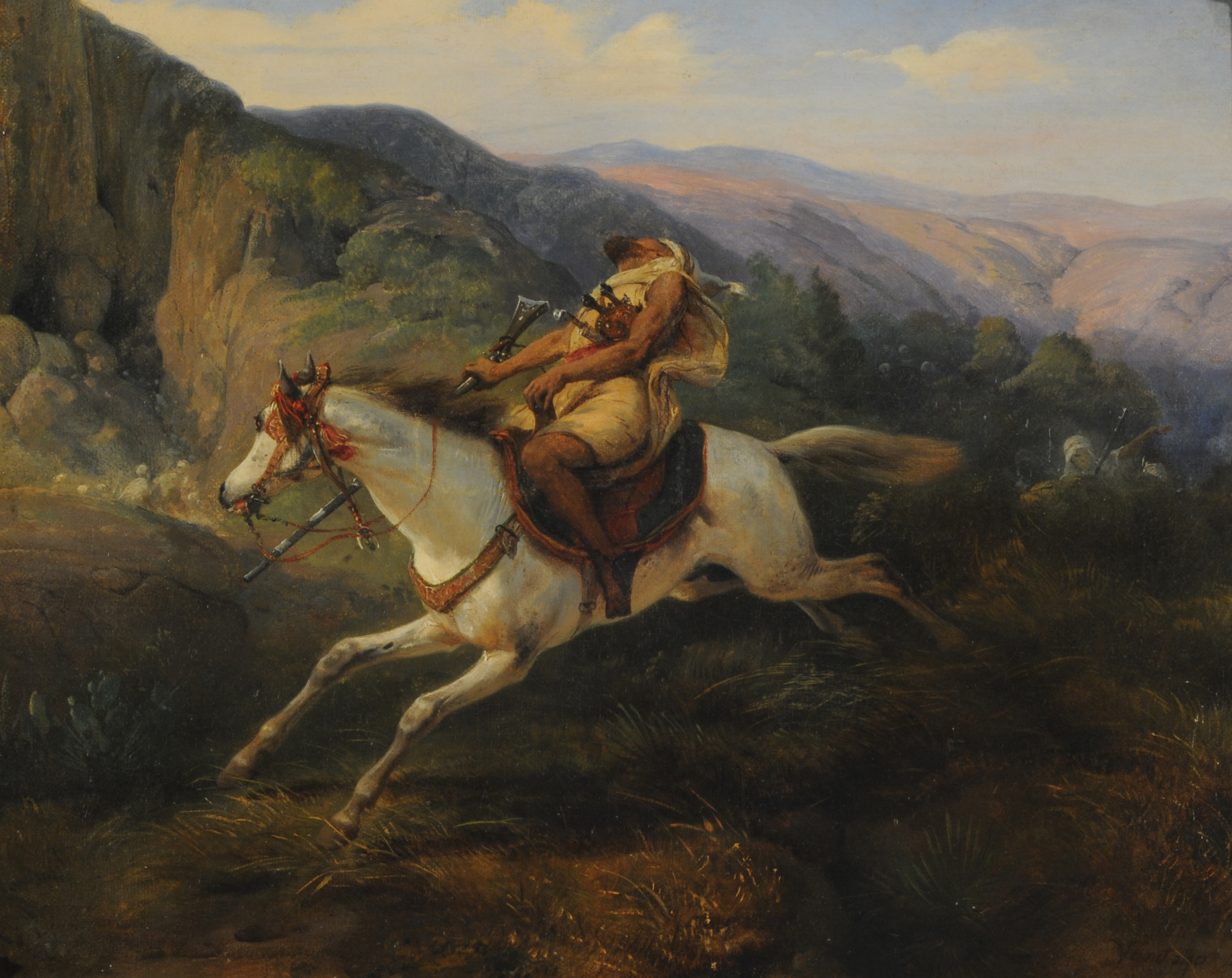
Horace Vernet, Soldado árabe herido.

Vernet era hijo de Carle Vernet, otro famoso pintor, el cual era hijo de Claude Joseph Vernet. Irónicamente nació en el Museo del Louvre de París cuando sus padres se refugiaban allí durante la Revolución francesa. Pronto empezó a interesarse por los temas bélicos y representó su idealización del soldado francés. Se formó en el taller de su padre, donde coincide como discípulo y amigo con Théodore Géricault.
En 1819 llega a representar de forma inmensa, escenas de batalla a gran escala. Eligió las campañas napoleónicas, sobre todo en Italia, como por ejemplo, la Batalla del puente de Arcole (donde representa a Napoleón portando la bandera de Francia), la Batalla de Marengo y la captura de Roma. En 1839 realizó el primer daguerrotipo del puerto de Marsella.

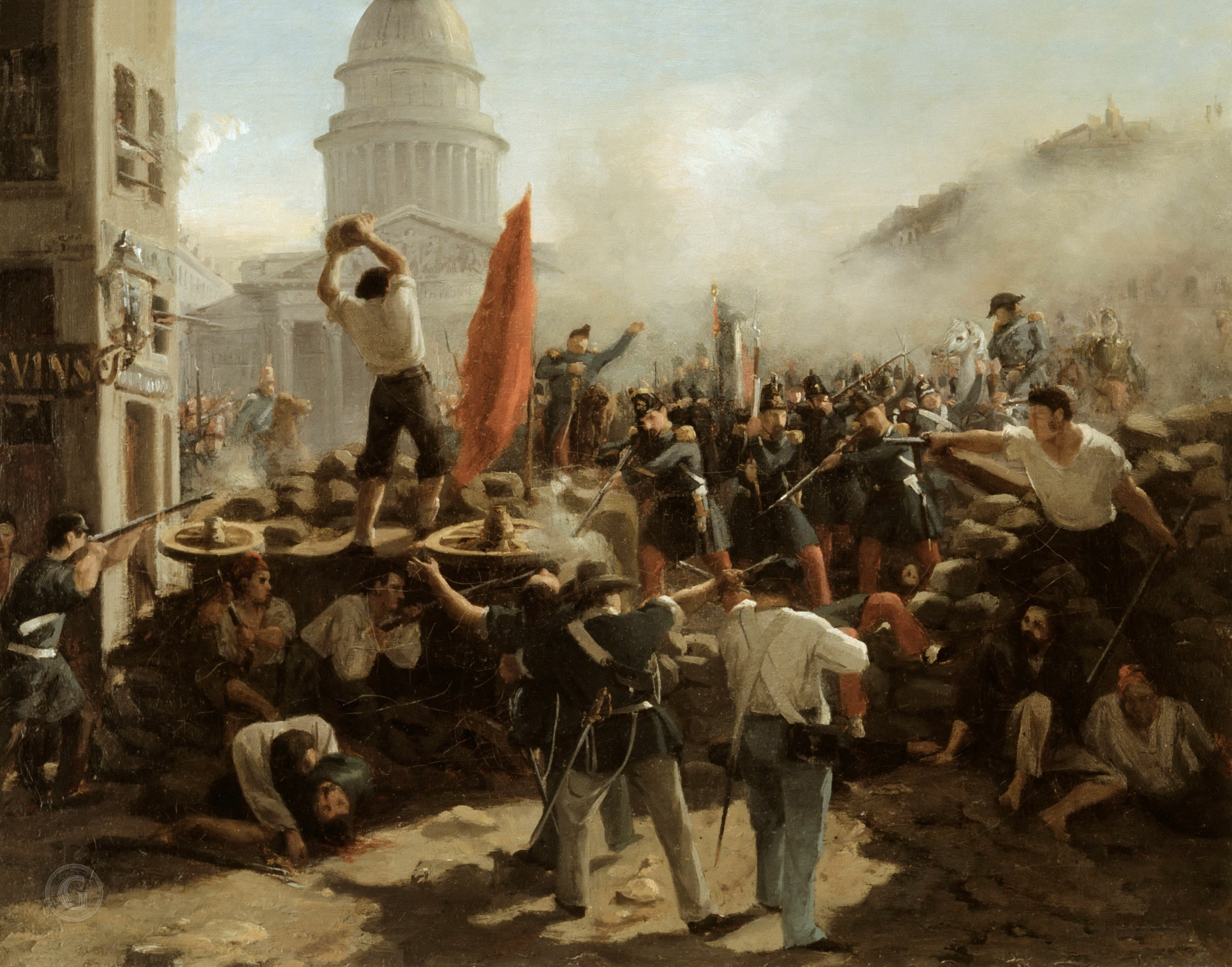
Pintura de una barricada en la rue Soufflot (con el Panteón detrás), en París, junio de 1848. Ilustrando las llamadas Jornadas de junio.

Vernet pintó muchas más escenas de las Guerras Napoleónicas, como la Batalla de Jena. Además mientras realizaba sus pinturas, acompañó al ejército francés destinado a la Guerra de Crimea, representando diferentes acciones que se produjeron durante la contienda, como la Batalla del Alma. También ejerció de cronista gráfico en Argelia, en donde las tropas francesas capturaron el Paso de Mouzia. Vernet murió en su casa de París en 1863.
En una de las historias escritas por Arthur Conan Doyle sobre el detective Sherlock Holmes, El intérprete griego, Sherlock dice que uno de sus antepasados fue Horace Vernet.